# Vista materializzata
In informatica, una vista materializzata (calco dell'inglese materialized view) è un oggetto delle basi di dati che contiene i risultati di una interrogazione. Tipicamente una copia locale di dati situati altrove, o un sottoinsieme di righe e/o colonne di una tabella o il risultato di una unione (join), o una sintesi basata su aggregazione di dati di tabelle. Le viste materializzate che memorizzano dati basandosi su tabelle remote sono anche chiamate "snapshot" ovvero "istantanee". Un'istantanea può essere ridefinita come vista materializzata. Una vista materializzata per ottenere una performance migliore salva i dati su disco, a differenza delle viste semplici che sono puramente virtuali (non salvano nessun risultato su disco, tutto è contenuto in memoria).

## Implementazione

### Oracle
Le viste materializzate sono state implementate per la prima volta da Oracle Database: dalla versione 8i.
Sintassi d'esempio per creare viste materializzate in Oracle:
```
 
CREATE
 
MATERIALIZED
 
VIEW
 
MV_MY_VIEW

REFRESH
 
FAST
 
START
 
WITH
 
SYSDATE

   
NEXT
 
SYSDATE
 
+
 
1

     
AS
 
SELECT
 
*
 
FROM
 
<
table_name
>
;

```

### PostgreSQL
Le viste materializzate sono disponibili in PostgreSQL dalla versione 9.3.
La sintassi utilizzata e':
```
CREATE
 
MATERIALIZED
 
VIEW
 
table_name

    
[
 
(
column_name
 
[,
 
...
]
 
)
 
]

    
[
 
WITH
 
(
 
storage_parameter
 
[
=
 
value
]
 
[,
 
...
 
]
 
)
 
]

    
[
 
TABLESPACE
 
tablespace_name
 
]

    
AS
 
query

    
[
 
WITH
 
[
 
NO
 
]
 
DATA
 
]

REFRESH
 
MATERIALIZED
 
VIEW
;

```

Dalla versione 9.4 è disponibile il comando REFRESH MATERIALIZED VIEW CONCURRENTLY
che consente di accedere alla vista materializzata anche durante l'aggiornamento.